# 舒格格羅夫鎮區 (伊利諾伊州凱恩縣)
舒格格羅夫鎮區（英語：Sugar Grove Township）是位於美國伊利諾伊州凱恩縣的一個行政鎮區。

## 地方資料
根據2010年美國人口普查的數據，舒格格羅夫鎮區的面積為91.70平方千米，當中陸地面積為91.20平方千米，而水域面積為0.50平方千米。當地共有人口20620人，而人口密度為每平方千米224.86人。